# カモッラ

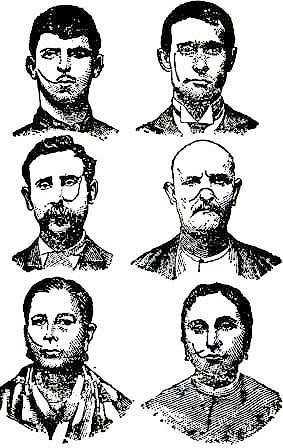
1906年のカモリスタ

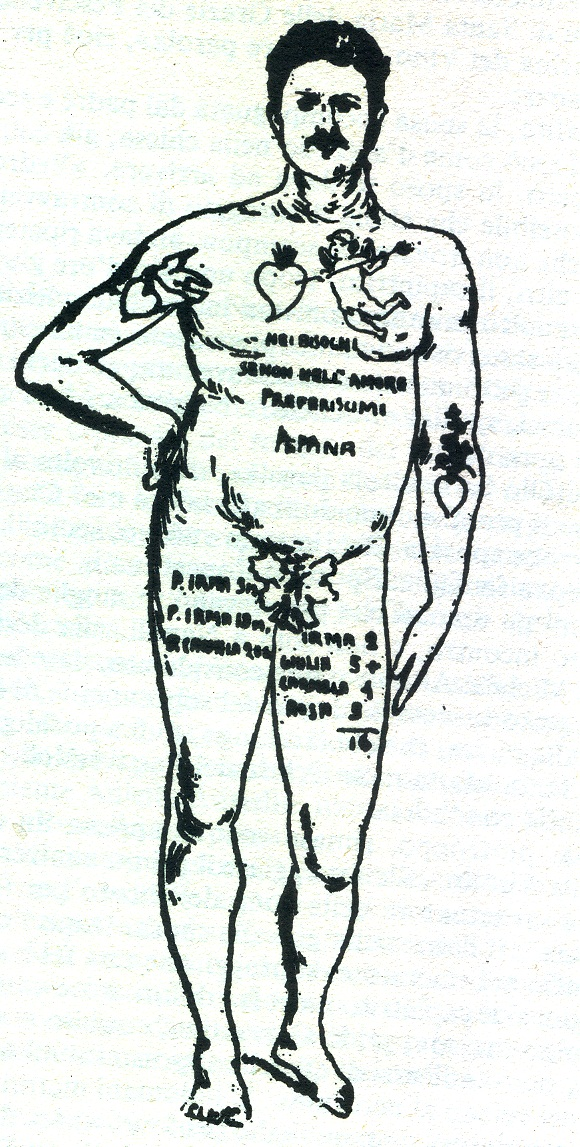
カモリスタのタトゥー

カモッラ (Camorra) は、広義のイタリア・マフィアに属する犯罪組織。ンドランゲタ、コーサ・ノストラ、サークラ・コローナ・ウニータと並ぶイタリア4大マフィアの一つ。現在の勢力は約130団体、約6300人が所属すると言われる。イタリアのカンパニア州、特にナポリを拠点とする。

## 用語
カモッラという言葉については、様々な説があるが、これと決まった定説はないとされる。ガムッラというチョッキに似た上着をさす言葉が変化したという説、喧嘩・口論を意味するスペイン語のカモッラからきたと言う説、コーランで禁じられている賭博の一種クマールが変化したという説もある。
カモッラの組員のことをカモリスタという。下級と高級があり、下級は泥棒・乞食からなり、高級は主に恐喝・強請りが仕事だった。跡目争いは熾烈を極めたという。

## 誕生から大戦前
はっきりとした起源は分かっていないが、一般的に19世紀初頭前後の両シチリア王国（スペイン・ブルボン朝から分かれたシチリア・ブルボン朝が統治していた）支配の時代にナポリの監獄の中で発生した組織とされ、19世紀の初め頃には明確にその存在を示すようになった。1800年代のナポリの獄中は無法地帯でカモリスタは他の受刑者に物を売りつけ、金を取り上げたりし、監獄の所長には金を渡していた。この頃の看守たちは秩序の維持より私腹を肥やすことの方が熱心だった。（獄中には16世紀にはいたとする説もある。その理由として16世紀末に獄中でゆすりをしている組織について言及している文章がある。）
その後、1830年頃（それ以前の可能性もある）には刑務所の塀を飛び越えて、地元政府の木っ端役人を抱き込み、やがて街を支配するようになる。さらにブルボン王家のバックアップもあり急速に発展し、警察に協力してナポリの治安維持を図った。当時、信頼される政府がなかったため、カモッラは地下政府組織として機能していた。1860年頃には、カモッラの影響力は、市政がこの組織に治安維持の任務を委ねるほど強大になっていた。当時のカモリスタは赤いハンカチーフに飾り帯、10本の指全てに光る指輪をはめ、派手な制服を着ており、一目で分かる存在だった。以降、イタリア統一（1861年）まで、社会の混乱に付け込み勢力を拡大していった。
1912年にカモッラの活動の調査では、賭博場、売春宿、公共輸送機関の運転手（馭者）、船頭、物乞い、売春婦、盗賊、ウェイター、ポーター、市場の商人、果物の行商人、小商人、宝くじの当選者、質屋から恐喝によって金を徴収し、全ての密輸業を支配して不正な金を儲けていたことが判明した。
イタリア新政府により何度か摘発を受け、1927年にベニート・ムッソリーニ率いるファシズム政府の時代において4000人以上が逮捕され、組織は大きな打撃を受ける。そのため活動は一時的に終息した。カモッラはコーサ・ノストラに比べ、土地所有に食い込んでいなかったので社会を支配する力は弱かった。

## マフィアとの関係
第二次世界大戦中は、アメリカン・マフィアのヴィト・ジェノヴェーゼ、ラッキー・ルチアーノを通じて連合軍に協力し、闇市の支配などにより復活した。
シチリア・マフィアとの関係では、20世紀初頭の頃までカモッラは未成年にも売春をさせており、カモッラ構成員は服装を派手にして自分を誇示するなど、価値観の違いなどからシチリア・マフィア（コーサ・ノストラ）からは軽蔑されていた。しかし、第二次世界大戦後はルチアーノが結んだ協力関係をカロジェロ・ヴィッツィーニが受け入れたり、お互いに協力するようになり、シチリア・マフィアとも組んで、麻薬取引に手を出すようになった。

## 現在
現在のカモッラは統一した組織ではなく、それぞれのファミリーがそれぞれの思惑で活動しているという。しかし報復合戦により弱体化し、もはやカモッラは末期だという人たちもいる。
アメリカ合衆国ニューオーリンズにイタリア移民とともにわたり、同地の港湾労働者の中で広がった。1990年、カモッラの動きを詳しく捜査した警察官ヘネシーが、ニューオーリンズでの裁判で証言する数日前に射殺された。
また、地元の貧しい少年をリクルートして犯罪を起こしたり、闇でパンを製造・販売するなど、社会問題化している。
ナポリの住民たちは、これまではカモッラを恐れて彼らの言うがままに従ってきたが、現在では監視団体を作って団結しつつある。
ゴミ回収処理業を牛耳っていることでも知られており、2008年にはナポリでのゴミ焼却施設の建設（これまで一つもなかった）に反対してゴミ回収をボイコットしたためにナポリの市街地に未回収のゴミが散乱する事態にまで発展した（詳細は英語版を参照）。
2009年4月20日、トルコ・スペイン・アルバニア・チュニジアでの大規模な麻薬密売活動に関与した疑いでカモッラの末端組織のメンバー40人を逮捕した。
2009年5月27日、カモッラの大規模グループに所属していたメンバー64人（女性10人）を逮捕した。
2009年10月・11月、「最重要指名手配犯」のサルヴァトーレとパスクァーレのルッソ兄弟が逮捕された。二人は、カモッラの中で中心的役割を果たしているとされるルッソ一家の中心人物。
2011年12月7日、2000年から国際指名手配されていた「最重要指名手配犯」の一人のミケレ・ザガリアが、16年の逃亡の末ナポリ郊外で逮捕された。彼はカモッラの一派のボスで、本人不在のまま多数の終身刑の判決が下されていた。
2021年2月17日、ボスであったラファエレ・クートロが収監されていた受刑者棟で敗血症により死去。